# Reliant Scimitar
Reliant Scimitar – sportowy samochód osobowy produkowany przez brytyjską firmę Reliant w latach 1964-1995. Dostępny jako 2-drzwiowe coupé i 2-drzwiowy kabriolet. Następca modelu Sabre. Do napędu używano silników: R4, R6 i V6. Moc przenoszona była na oś tylną poprzez 4-biegową manualną lub opcjonalnie 3-biegową automatyczną skrzynię biegów.

## Dane techniczne ('64 R6 2.6)

### Silnik
- R6 2,6 l (2553 cm³), 2 zawory na cylinder, OHV
- Układ zasilania: trzy gaźniki
- Średnica cylindra × skok tłoka: 82,55 mm × 79,50 mm
- Stopień sprężania: 8,3:1
- Moc maksymalna: 122 KM (90 kW) przy 5000 obr./min
- Maksymalny moment obrotowy: 190 N•m przy 2600 obr./min

### Osiągi
- Przyspieszenie 0-80 km/h: 8,5 s
- Przyspieszenie 0-100 km/h: 11,4 s
- Czas przejazdu pierwszych 400 m: 18,0 s
- Prędkość maksymalna: 188 km/h

## Dane techniczne ('86 R4 1.8)

### Silnik
- R4 1,8 l (1809 cm³), 2 zawory na cylinder, SOHC, turbo
- Układ zasilania: b/d
- Średnica cylindra × skok tłoka: 83,00 mm × 83,60 mm
- Stopień sprężania: 8,0:1
- Moc maksymalna: 137 KM (101 kW) przy 6000 obr./min
- Maksymalny moment obrotowy: 191 N•m przy 4000 obr./min

### Osiągi
- Przyspieszenie 0-100 km/h: 7,9 s
- Czas przejazdu pierwszych 400 m: 15,5 s
- Prędkość maksymalna: 203 km/h

## Galeria

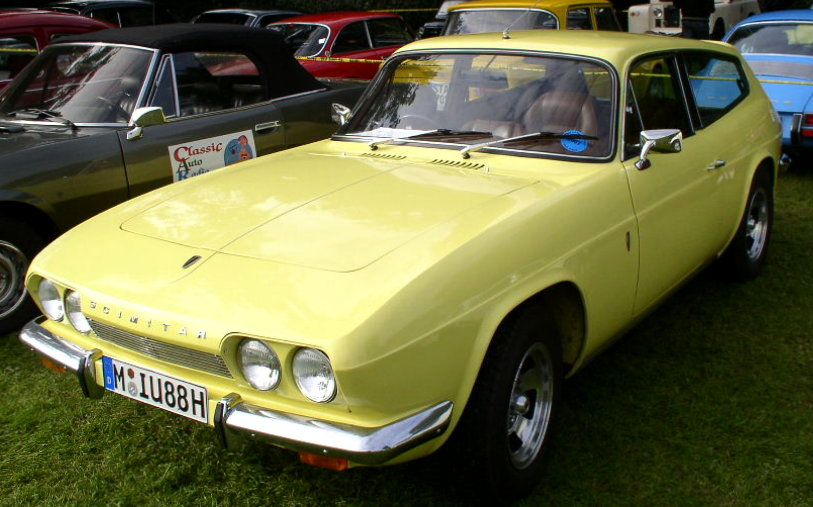
Scimitar GTE
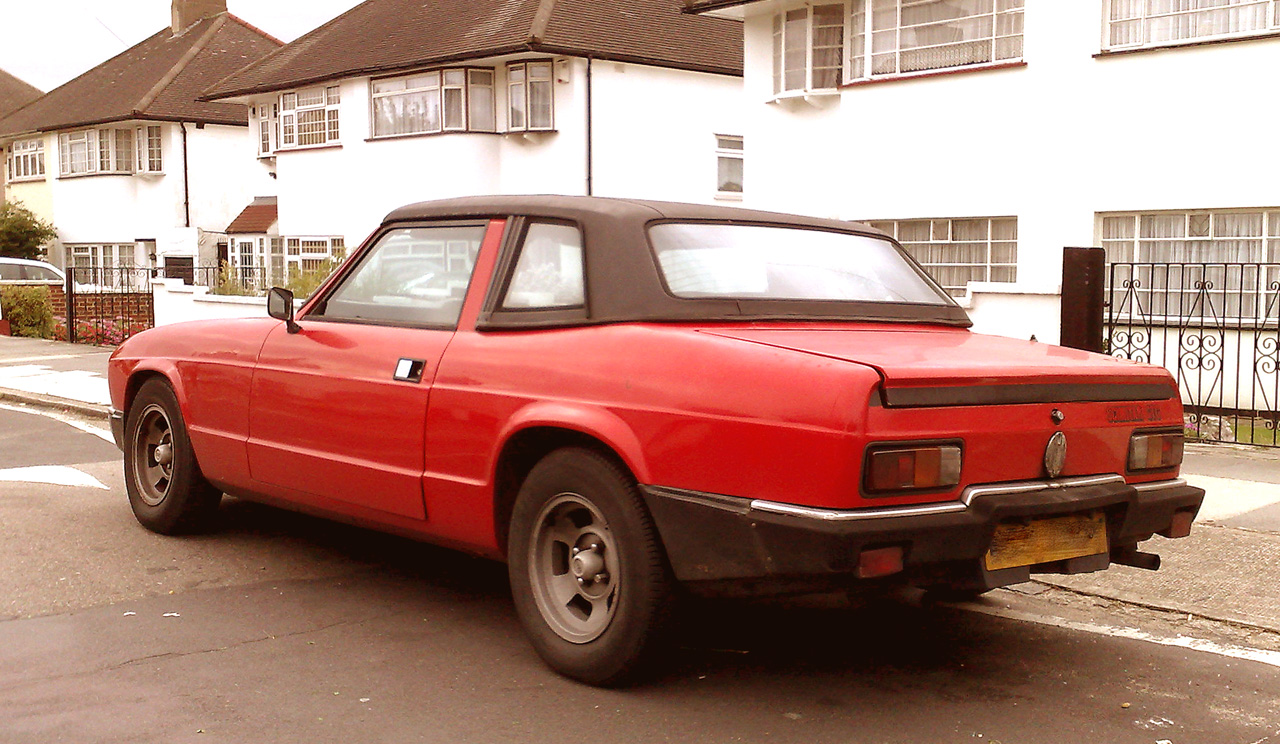
Scimitar GTC
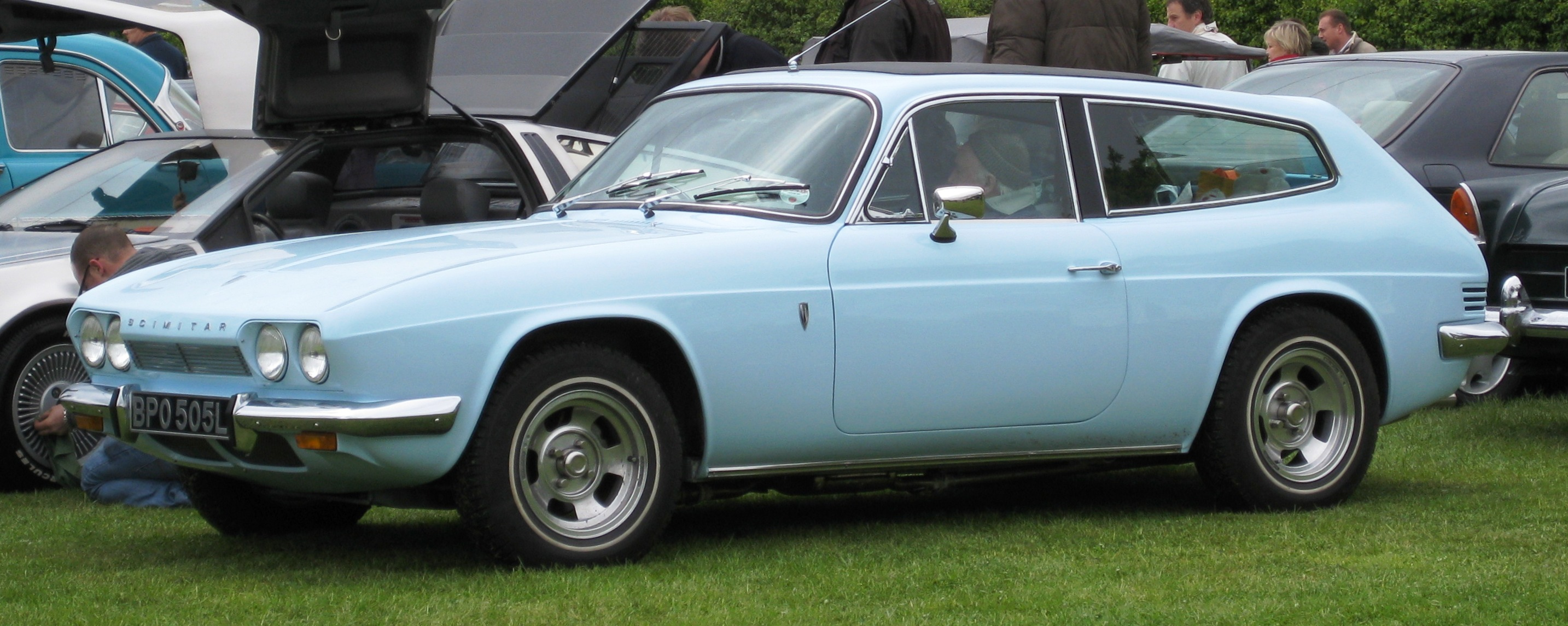
'72 Scimitar GTE
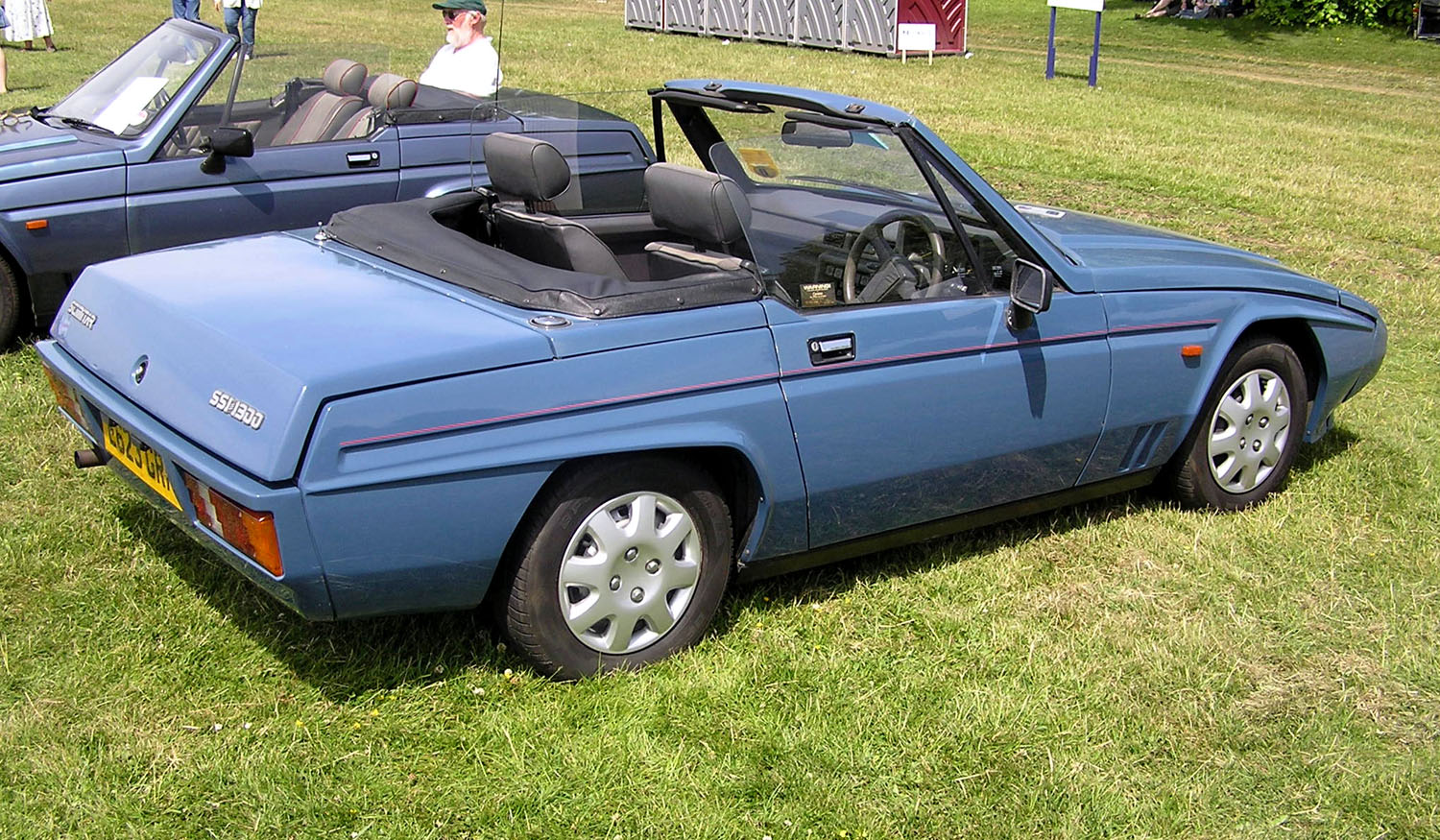
'88 Scimitar